# 中国中央电视台音乐频道
中国中央电视台音乐频道（频道呼号： 音乐）是中国中央电视台拥有的一个以普通话为主的音乐频道，也是中国大陆第一个以立体声伴音传送的电视频道。

## 历史与发展
2004年3月29日清晨六点起开播。采用“CCTV-音乐”台标，初期全天播出18小时。播出内容以国内外古典音乐和民族音乐为主。（有时会延长播出时间）宣传片使用由高音谱号的局部截取演绎成高音谱号的“CCTV-音乐”标识宣传片。（第一版包装，至2008年中下旬）
2005年12月1日起，音乐频道的部分节目开始以立体声形式播出。
2007年8月，除频道ID和宣传片以及节目预告外，音乐频道的版式体系更换为红白双色调包装（第二版包装，至2011年1月1日）。同时增设该频道的二级标识。
2008年中下旬起，音乐频道的全天播出时间有所延长。并正式启用红白双色调包装。
2010年9月1日起，音乐频道再次改版，开始往流行化发展。推出《精彩音乐汇》等新栏目。原在中国中央电视台综艺频道播出的《中国音乐电视》转入该频道播出。宣传片更换为蓝色包装，并启用了歌唱版频道ID。
2011年1月1日凌晨起，该频道的台标从“CCTV-音乐”调整为“CCTV-15”，并在下方加注“音乐”二字。1月2日，音乐频道恢复红白双色调包装。（第三版包装，至2012年9月2日；但二级标识下方台标仍为“CCTV-音乐”，5月1日改为“CCTV-15 音乐”）
。
2012年9月3日，音乐频道再次更换包装（第四版包装，至2018年2月14日）。同时更换该频道的二级标识。
2013年2月25日，该频道的节目信号正式开始通过央视光华路办公区对外播出。惟随着迁入光华路办公区播出后，原有的“立体声”角标不再显示，但立体声节目仍采用立体声播出。
2015年8月31日凌晨，该频道台标横向压缩，以适应16:9格式。
2017年12月26日起，“央视音乐”手机客户端的音乐频道在线直播（仅部分节目时段）改为高清信号源，但该频道的高清信号依然在台内测试中。其中诸如《精彩音乐汇》等依旧4:3格式的节目在高清信号为左右黑带。而央视影音、咪咕视频等官方直播源的该频道依然为标清信号。
2018年2月15日，音乐频道再次更换包装（第五版包装，即现在的包装）。同时更换该频道的二级标识。
2018年9月1日0时，CCTV-15高清版开始通过中星6A卫星及国干网光缆向全国播出，高标清同播。

## 相关节目
- 《音乐周刊》
- 《CCTV音乐厅》
- 《经典》
- 《风华国乐》
- 《精彩音乐汇》
- 《音乐告诉你》
- 《民歌·中国》
- 《一起音乐吧》
- 《影视留声机》
- 《音乐人生》
- 《中国节拍》
- 《合唱先锋》
- 《乐享汇》
- 《中国音乐电视》
- 《音乐公开课》
- 《中国器乐电视大赛》
- 《全球中文音乐榜上榜》